# Museum Hôtel-Dieu

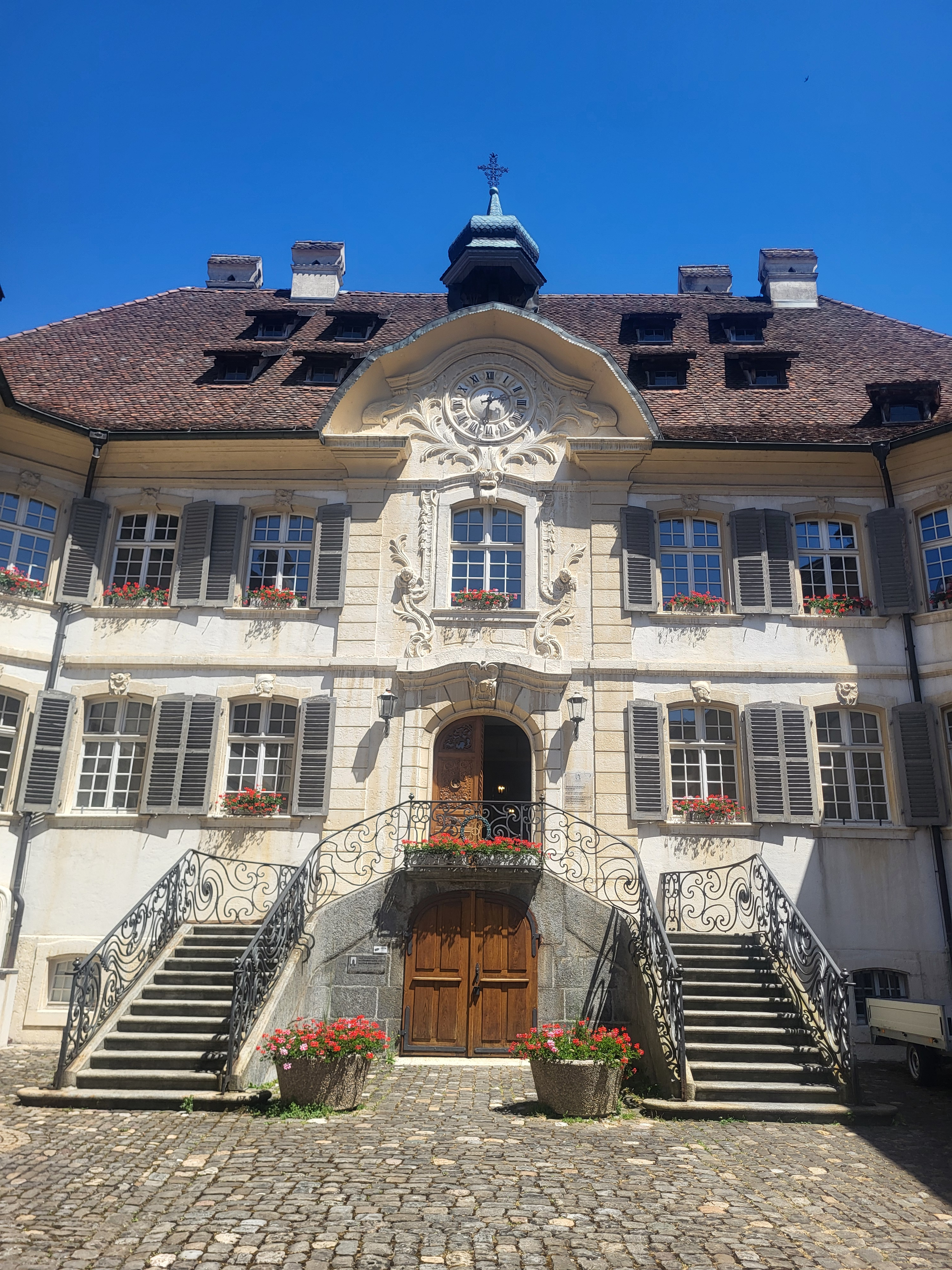
Das Hôtel-Dieu in Pruntrut (2025)

Das Museum Hôtel-Dieu (kurz MHDP, französisch Musée de l’Hôtel-Dieu) ist das Heimatmuseum der Kleinstadt Pruntrut im Schweizer Kanton Jura. Es ist im ehemaligen Spital (Hôtel-Dieu) der Gemeinde untergebracht. Das spätbarocke Gebäude und die Apotheke darin werden als Kulturgut von nationaler Bedeutung geführt.

## Geschichte
1406 entstand ein erstes Hospital unweit des heutigen Standorts. Das heutige Gebäude wurde zwischen 1761 und 1765 nach Plänen des Architekten Pierre-François Paris im Stile des Spätbarocks errichtet. Ihm ist ein Ehrenhof vorgelagert, der von einem schmiedeeisernen Gitter abgeschlossen wird, über dem die lateinische Maxime Christo in pauperibus (wörtlich: «Christus in den Armen», frei: «Christus dienen, indem man den Armen dient») prangt. Das Spital wurde von Ordensschwestern betrieben. 1956 wurde es geschlossen.
Das Heimatmuseum geht auf die Initiative des Lokalhistorikers Gustav Amweg zurück, der zwischen 1900 und 1939 als Lehrer in Pruntrut tätig war und in dieser Zeit reichhaltige Sammlungen jurassischen Kulturerbes anlegte. Ein Jahr nach seinem Tod wurde am 24. September 1945 der Verein Société du Musée de Porrentruy (Museumsgesellschaft Pruntrut) gegründet. 1949 erwarb die Gemeinde seine Kupferstichsammlung und Bibliothek und liess sie zunächst in der Villa Merguin ausstellen. In den 1960er Jahren zog das Museum an seinen heutigen Standort.

## Museum
In einer Dauerausstellung zeigt das Museum Exponate aus dem Schatz der Pfarrkirche Saint-Pierre, darunter drei spätgotische Meisterwerke des Basler Goldschmieds Georg Schongauer und drei reichgeschmückte Ganzkörperreliquien, Produkte der lokalen Uhrmacherei und des Steinmetzhandwerks, Psalter, alte Drucke und Lithografien. Daneben finden jährlich drei Sonderausstellungen zu Themen rund um die Ajoie und den Jura statt.
Höhepunkt des Museums ist die ehemalige Apotheke des Hospitals, die bereits auf den ursprünglichen Plänen von 1765 verzeichnet ist. Ihr heutiges Aussehen verdankt sie dem Schreiner Jean-Baptiste Carraz, der sie 1846 mit kunstvollen Holzarbeiten auskleidete und fünf Regalreihen für insgesamt 240 Behälter aus Glas und Porzellan einfügte. Auf dem Arbeitstisch in der Mitte des Raums ist ein Pelikan, Symbol der christlichen Nächstenliebe, zu sehen.

## Statistik
Im Jahr 2023 verzeichnete das Museum 4'086 Besucher, von denen 40,6 % Eintritt bezahlten. Im selben Zeitraum fielen Ausgaben von 490'101.80 CHF an, die zu 62,8 % von Subventionen durch den Kanton Jura, die Gemeinde Pruntrut, die römisch-katholische Kirchgemeinde Les Sources und die Burgergemeinde Pruntrut gedeckt wurden. Die laufenden Einnahmen machten lediglich 4,5 % aus.